# Плезантон (Техас)
Плезантон (англ. Pleasanton) — місто (англ. city) в США, в окрузі Атаскоса штату Техас. Населення — 10 648 осіб (2020).

## Географія
Плезантон розташований за координатами 28°57′50″ пн. ш. 98°29′38″ зх. д. / 28.96389° пн. ш. 98.49389° зх. д. (28.963789, -98.493822).  За даними Бюро перепису населення США в 2010 році місто мало площу 20,28 км², уся площа — суходіл. В 2017 році площа становила 23,10 км², уся площа — суходіл.

## Демографія
Згідно з переписом 2010 року, у місті мешкали 8934 особи в 3204 домогосподарствах у складі 2266 родин. Густота населення становила 441 особа/км².  Було 3578 помешкань (176/км²).
Расовий склад населення:
| - 88,6 % — білих - 0,7 % — чорних або афроамериканців - 0,7 % — азіатів - 0,6 % — корінних американців - 0,1 % — вихідців з тихоокеанських островів - 7,4 % — осіб інших рас |

До двох чи більше рас належало 1,9 %. Частка іспаномовних становила 56,3 % від усіх жителів.
За віковим діапазоном населення розподілялося таким чином: 28,7 % — особи молодші 18 років, 57,0 % — особи у віці 18—64 років, 14,3 % — особи у віці 65 років та старші. Медіана віку мешканця становила 35,4 року. На 100 осіб жіночої статі у місті припадало 90,6 чоловіків;  на 100 жінок у віці від 18 років та старших — 87,4 чоловіків також старших 18 років.
Середній дохід на одне домашнє господарство  становив 65 460 доларів США (медіана — 55 494), а середній дохід на одну сім'ю — 73 273 долари (медіана — 60 075). Медіана доходів становила 51 034 долари для чоловіків та 30 052 долари для жінок. За межею бідності перебувало 20,6 % осіб, у тому числі 36,8 % дітей у віці до 18 років та 16,2 % осіб у віці 65 років та старших.
Цивільне працевлаштоване населення становило 3958 осіб. Основні галузі зайнятості: освіта, охорона здоров'я та соціальна допомога — 24,4 %, сільське господарство, лісництво, риболовля — 14,0 %, мистецтво, розваги та відпочинок — 12,0 %, роздрібна торгівля — 10,6 %.